# المعرض الصناعي الكبير في برلين
المعرض الصناعي الكبير في برلين عام 1896 (بالألمانية: Große Berliner Gewerbeausstellung 1896) كان حدثًا ضخمًا عُرف أيضًا باسم "المعرض العالمي المعاق" (Die verhinderte Weltausstellung).
تحت الاسم الرسمي المعرض الصناعي في برلين، مستعيرًا التسمية من المعارض السابقة، أقيم المعرض العالمي في برلين بين الأول من مايو وحتى 15 أكتوبر 1896 في منطقة تربتو بمدينة برلين.
تميز المعرض بعرض واحد من أكبر وأطول التلسكوبات العاكسة في ذلك الوقت، والتي تم الحفاظ عليها بعد انتهاء المعرض واستمرت حتى القرن الحادي والعشرين. وهذا دليل على أن بعض الإنجازات، رغم أنها قد تبدو مؤقتة، تترك أثراً باقياً يتحدى الزمن.

## السلائف
بدأ المعرض الصناعي الأول في برلين بمبادرة من الوزير البروسي كريستيان بيتر فيلهلم بيوت. أقيم المعرض التجاري في الفترة من 1 سبتمبر إلى 15 أكتوبر 1822، كعرض للحرف المحلية في دار الصناعات بشارع كلاوستراسه. شاركت فيه 182 شركة عرضت 998 منتجًا مختلفًا أمام 9514 زائرًا. أما المعرض التجاري الثاني فتم عقده في عام 1827 في نفس المكان.
في عام 1844، أقيم المعرض الصناعي الألماني العام (بالألمانية: Allgemeine Deutsche Gewerbe-Ausstellung) في مبنى السلاح القديم، تسوغهاوس في برلين. شاركت في المعرض 3040 شركة، منها 685 شركة برلينية، عرضت مجموعة واسعة من السلع الصناعية الألمانية، وزاره حوالي 260,000 زائر.

### معرض برلين الصناعي 1879
في عام 1879، أقيم معرض كبير في حديقة معارض تم إنشاؤها بالقرب من محطة ليرته. لم يكن هذا المعرض مجرد عرض للتقدمات التكنولوجية فحسب، بل تم تصميمه أيضًا كمدينة ألعاب ترفيهية.
كانت إحدى أهم معالم الحدث هي أول قاطرة كهربائية من شركة سيمنز وهالسكي. بُنيت هذه القاطرة في الأصل لاستخدامها في منجم للفحم، وكانت تسحب ثلاث عربات صغيرة مزودة بمقاعد خشبية، تحمل كل عربة ستة ركاب، لتدور على مسار دائري طوله 300 متر. تم تزويد القاطرة بالطاقة الكهربائية عبر سكة ثالثة مصدرها محطة توليد قريبة. خلال فترة المعرض التي امتدت لأربعة أشهر، نقلت هذه القاطرة 90,000 راكب. القاطرة الأصلية معروضة الآن في المتحف الألماني في ميونيخ، بينما يُعرض نموذج مقلد منها في المتحف الألماني للتقنية في برلين.

## خلفية

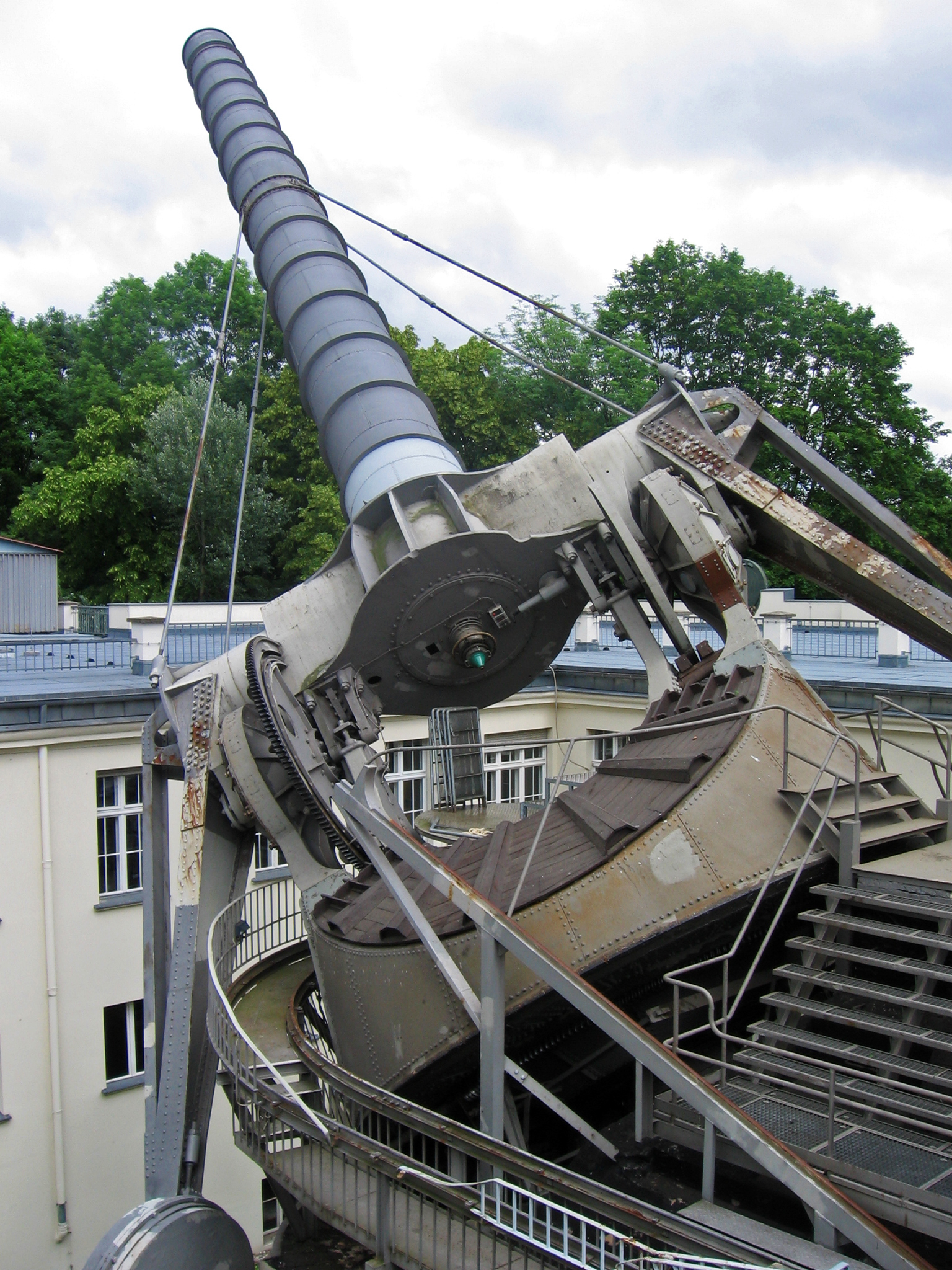
المرصد العظيم للمعرض الصناعي الكبير، لا يزال موجودًا حتى اليوم في مرصد أركينهولد

بعد نجاح المعارض العالمية في لندن وباريس، شهدت الصحافة في برلين حملة واسعة للمطالبة بعقد معرض عالمي في برلين أيضًا. كان على وجه الخصوص "جمعية التجار والصناعيين في برلين" (Verein Berliner Kaufleute und Industrieller) في طليعة المطالبين — إذ تأسست الجمعية خصيصًا من أجل المعرض الصناعي لعام 1879. وكان رئيسها، ماكس لودفيغ غولدبرجر، قد جعل من هدف حياته الشخصي أن يحقق إقامة معرض عالمي في برلين. قضى غولدبرجر فترة من الزمن في الولايات المتحدة وكتب كتابًا بعنوان "أرض الإمكانيات اللامحدودة" (Land der unbegrenzten Möglichkeiten), وهي الترجمة الحرفية للعبارة الشهيرة "أرض الفرص". كان يعرف جيدًا الفوائد الدولية التي يمكن أن تجنيها الصناعة من معرض عالمي.
مع ظهور برج إيفل كرمز للقوة الصناعية في المعرض العالمي في باريس عام 1889، أصبحت الصحافة الوطنية في حالة من الحماسة شبه الهستيرية من أجل إقامة معرض عالمي ألماني ليرد بهدوء على ما كانوا يسمونه "العدو الوراثي" (Erbfeind).
على الرغم من هذه المطالب المتحمسة، رفضت غرفة التجارة الوطنية ومجلس الوزراء الفكرة عدة مرات بسبب الوضع المالي للإمبراطورية الألمانية. وحتى وإن كان الإمبراطور فيلهلم الثاني معروفًا بميله للظهور والتباهي، فقد كان يعارض بشدة فكرة إقامة معرض عالمي. ففي 20 يوليو 1892 كتب إلى مستشاره ليو فون كابريفي قائلاً:
ومنذ ذلك الحين، وعند كل مناسبة يُطرح فيها موضوع المعرض العالمي، كان فيلهلم الثاني يردد عبارة باللهجة البرلينية: "Ausstellung isnich" (أي: "المعرض لن يحدث").
وفي نوع من التحدي، تولت جمعية التجار والصناعيين في برلين (VBKI) زمام الأمور وأسست مجموعة مصالح لإعداد المعرض. لكن بسبب الصراعات السياسية، لم يكن بالإمكان تسميته معرضًا عالميًا، فتم ربط المشروع بالمعارض الصناعية السابقة في برلين، وأُطلق عليه اسم "المعرض الصناعي في برلين 1896". وقد تم اختيار عام 1896 لأنه يصادف الذكرى الخامسة والعشرين لاعتبار برلين عاصمة للإمبراطورية، مما ساعد في الحصول على دعم من السلطات.

## المعرض

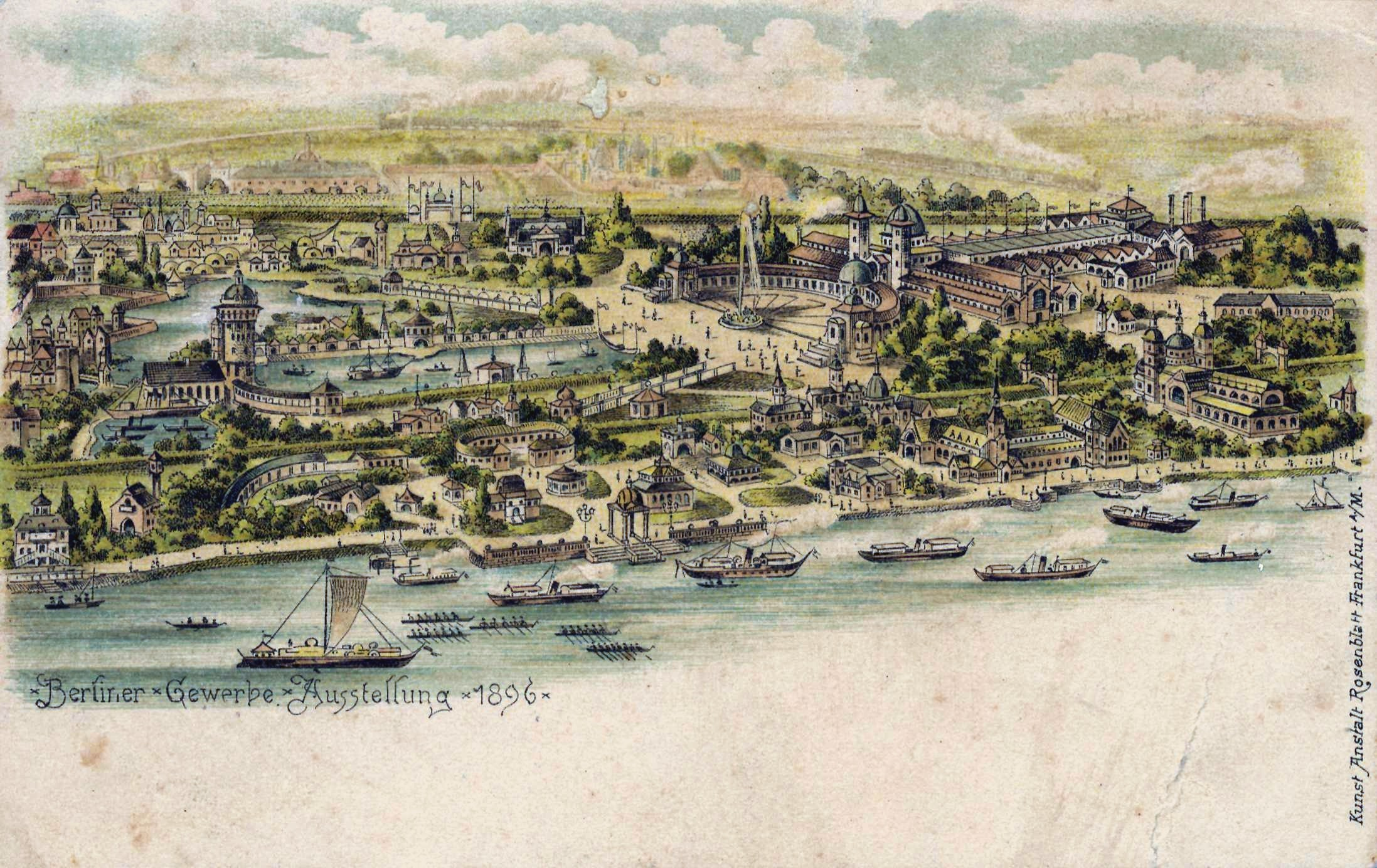
نظرة عامة من الشرق عبر نهر شبريه

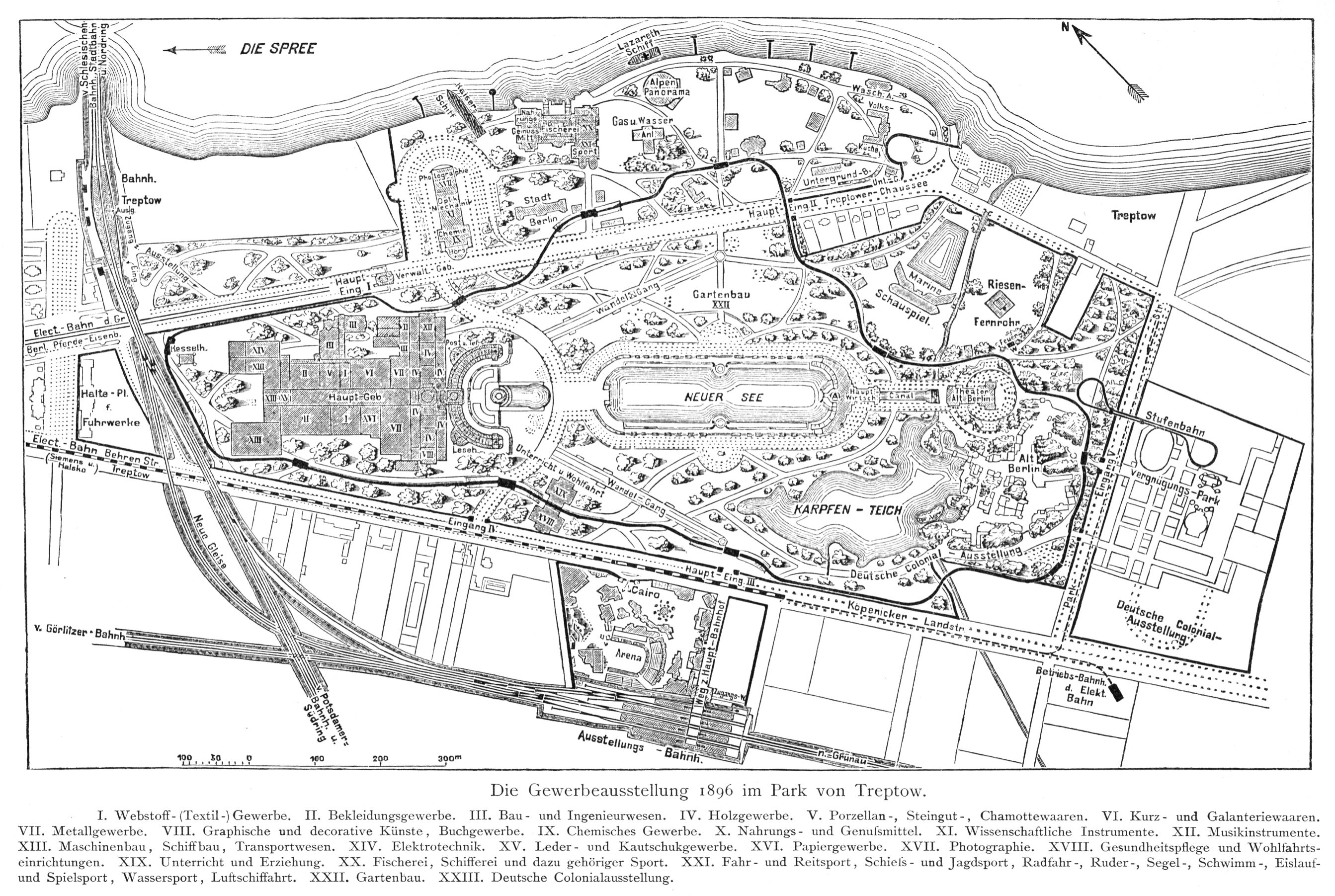
خريطة المعرض (تظهر طولًا يبلغ حوالي 2 كم مع نهر شبريه في الأعلى)

بدأت أعمال البناء في عام 1894 بهدف إنشاء صرح يُعرض فيه التفوق الصناعي الألماني؛ فقد كانت ألمانيا آنذاك في أوج تطورها التكنولوجي، وكانت برلين مركزًا للعلم والصناعة والخدمات. وعندما اكتملت المنطقة المخصصة للمعرض، بلغت مساحتها أكثر من 900,000 متر مربع، مما جعلها أضخم من أي معرض عالمي سابق في التاريخ.
في قلب المعرض، تم إنشاء "البحيرة الجديدة" (Neuer See)، وهي حوض مائي صناعي تبلغ مساحته 10,000 متر مربع، وكان يقع تقريبًا في موقع النصب التذكاري السوفييتي الحالي في تريبتاور بارك. ونظرًا لاتساع مساحة المعرض، تم إنشاء خط ترام كهربائي داخلي خاص لتسهيل التنقل داخل الموقع.
توزعت 3,780 شركة عارضة على 23 مجموعة موضوعية مختلفة. وكان أكبر المباني هو مبنى الصناعة الرئيسي (Haupt-Industrie-Gebäude)، الذي احتوى على 13 من هذه المجموعات، وكان يقع في أحد أطراف البحيرة، بينما توزعت بقية العروض في أجنحة على جانبي البحيرة. تطلبت عملية كهربة المعرض بناء محطة طاقة كهربائية خاصة على أرض المعرض، وكانت الإضاءة الكهربائية الكاملة للمنطقة ظاهرة مبهرة بحد ذاتها في ذلك الوقت.
تم الترويج للمعرض على مستوى عالمي، ورغم أن 120 يومًا من أصل 168 يومًا من المعرض كانت ماطرة، إلا أن المعرض استقطب سبعة ملايين زائر إلى أرضه.

## المعالم السياحية البارزة

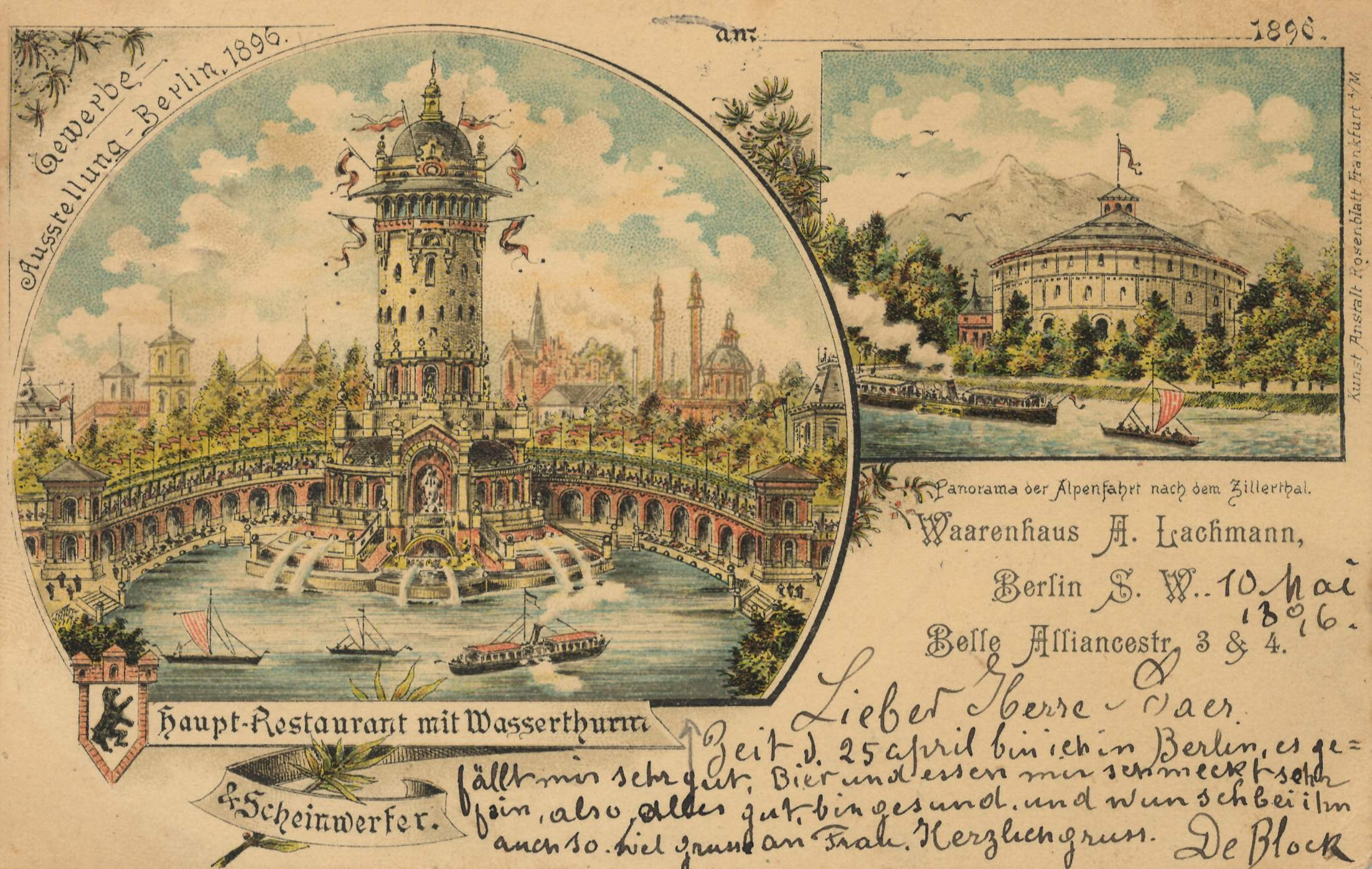
المطعم الرئيسي

لم يكن المعرض مجرد سوق تجاري بسيط، بل صُمّم كعمل فني متكامل. فلم يقتصر الأمر على عرض الإنجازات الصناعية، بل كان أيضًا نافذة على العالم لزوار برلين

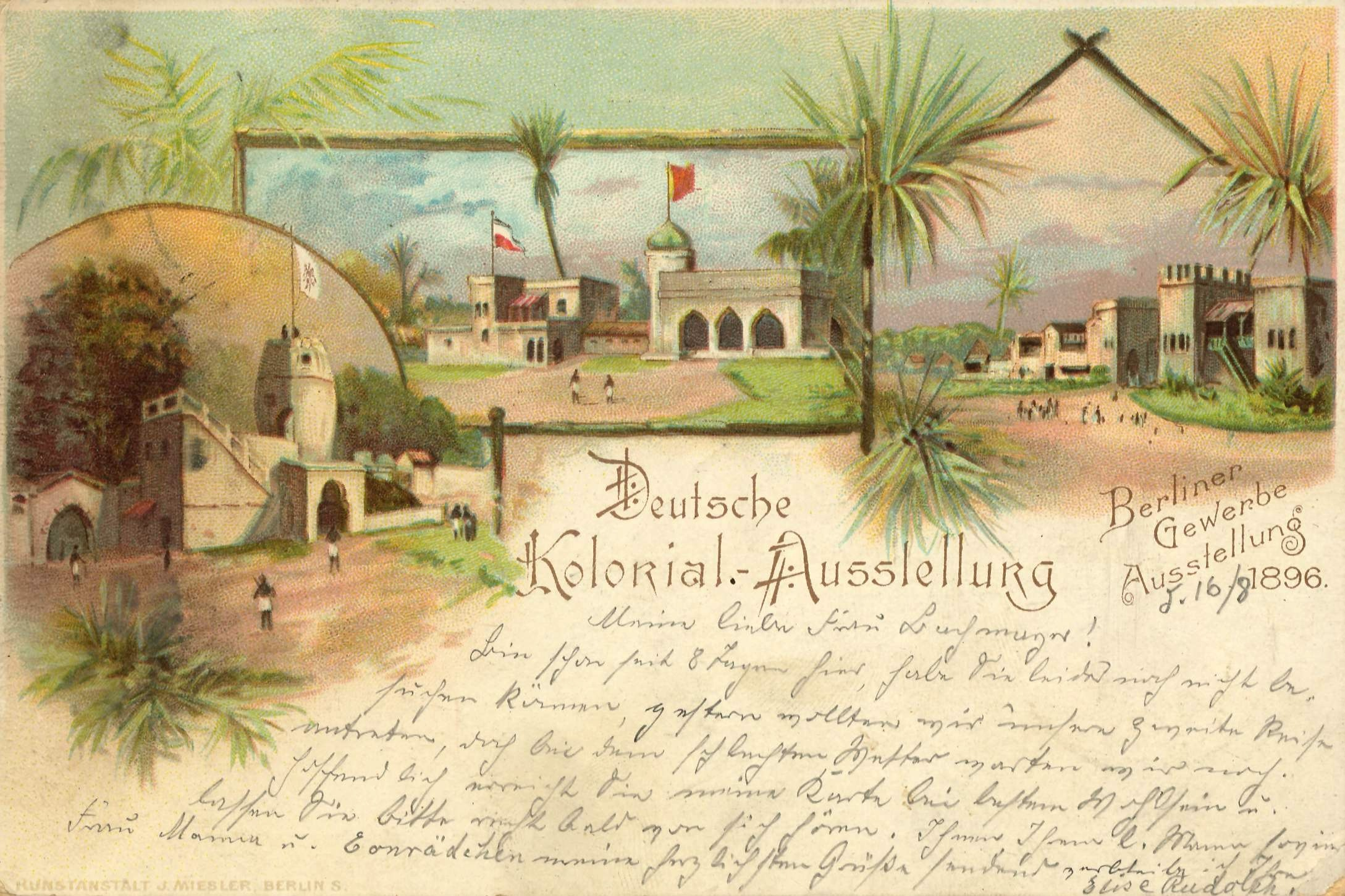
المعرض الاستعماري

لم تكتفِ صناعة الأغذية الألمانية بعرض منتجاتها، بل تم تقديمها وبيعها في عدد كبير من المطاعم المنتشرة في أرجاء المعرض، من حدائق البيرة إلى مطاعم الطبقة الراقية.
في الميناء المطلّ على البحيرة، كان بإمكان الزوّار ركوب قوارب الجندول الفينيسية للعبور إلى الضفة الأخرى. واحتوى المعرض على سيرك يقدّم حيوانات من المناطق الاستوائية، بالإضافة إلى بانوراما ضخمة تعرض مشاهد من القطب الشمالي. كما أتيح للزوار ركوب منطاد لمشاهدة المعرض من الأعلى، حيث ظهرت تحته منزلقات مائية ضخمة، ومسرح أمريكي، إلى جانب عدد كبير من ألعاب الملاهي والمرافق الترفيهية.

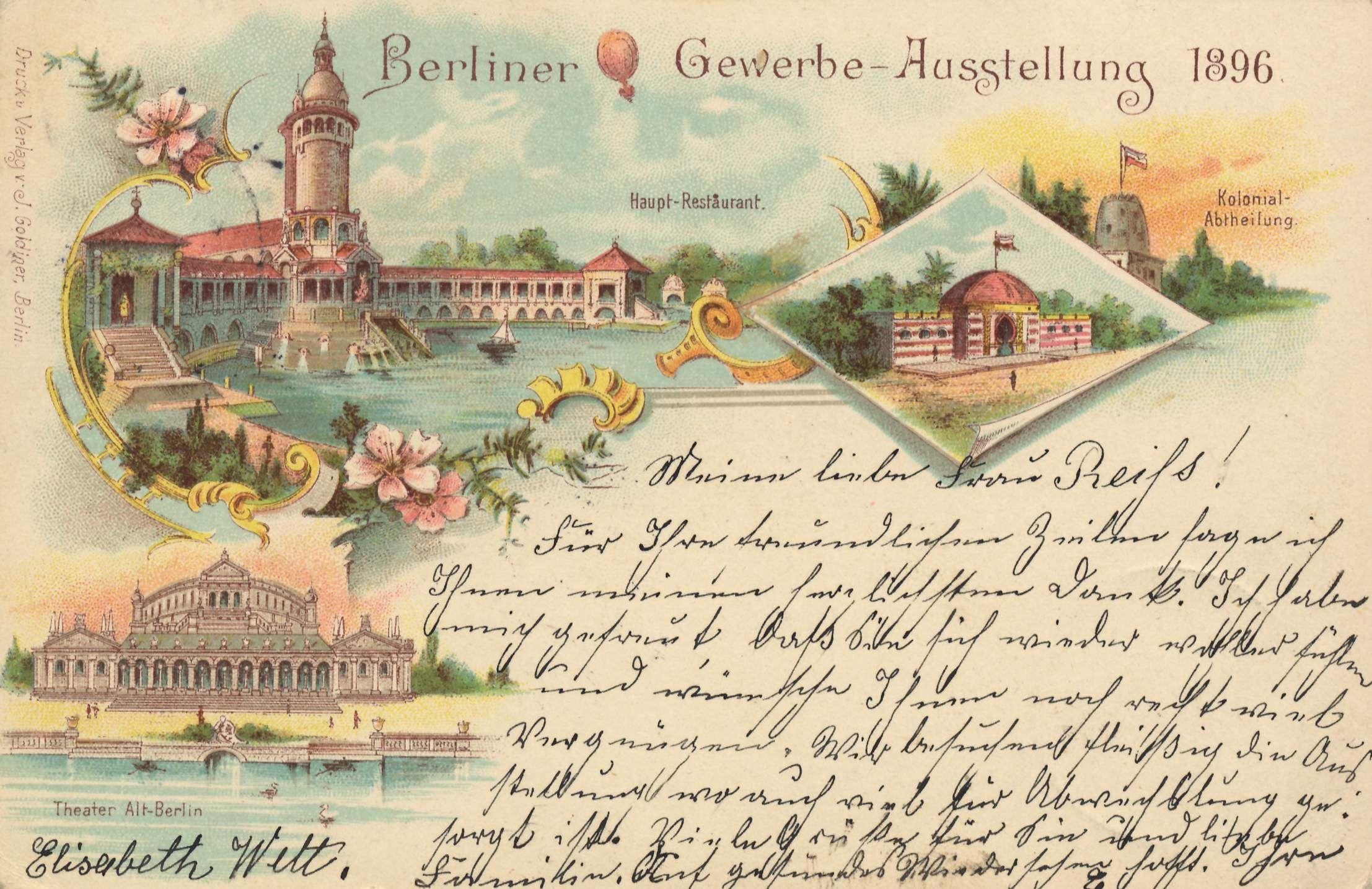
معرض برلين القديم

أما المعرض الاستعماري الألماني (Deutsche Kolonial-Ausstellung) فقد قدّم قرى مُعاد تمثيلها من شرق إفريقيا وتوغو والكاميرون وغينيا الجديدة، مع أكثر من 100 شخص من السكان الأصليين جُلبوا خصيصًا إلى برلين لإضفاء طابع "أصيل" على العرض. وفي قسم "القاهرة"، تم بناء شوارع ضيقة تحاكي أسواق القاهرة القديمة، متضمنة مقهى عربيًا ومسجدًا، بل حتى هرم صغير وقرية ريفية مصرية. وكان بجانب الهرم مصعدٌ ينقل الزوّار إلى القمة لاستخدامه كنقطة مشاهدة مرتفعة.

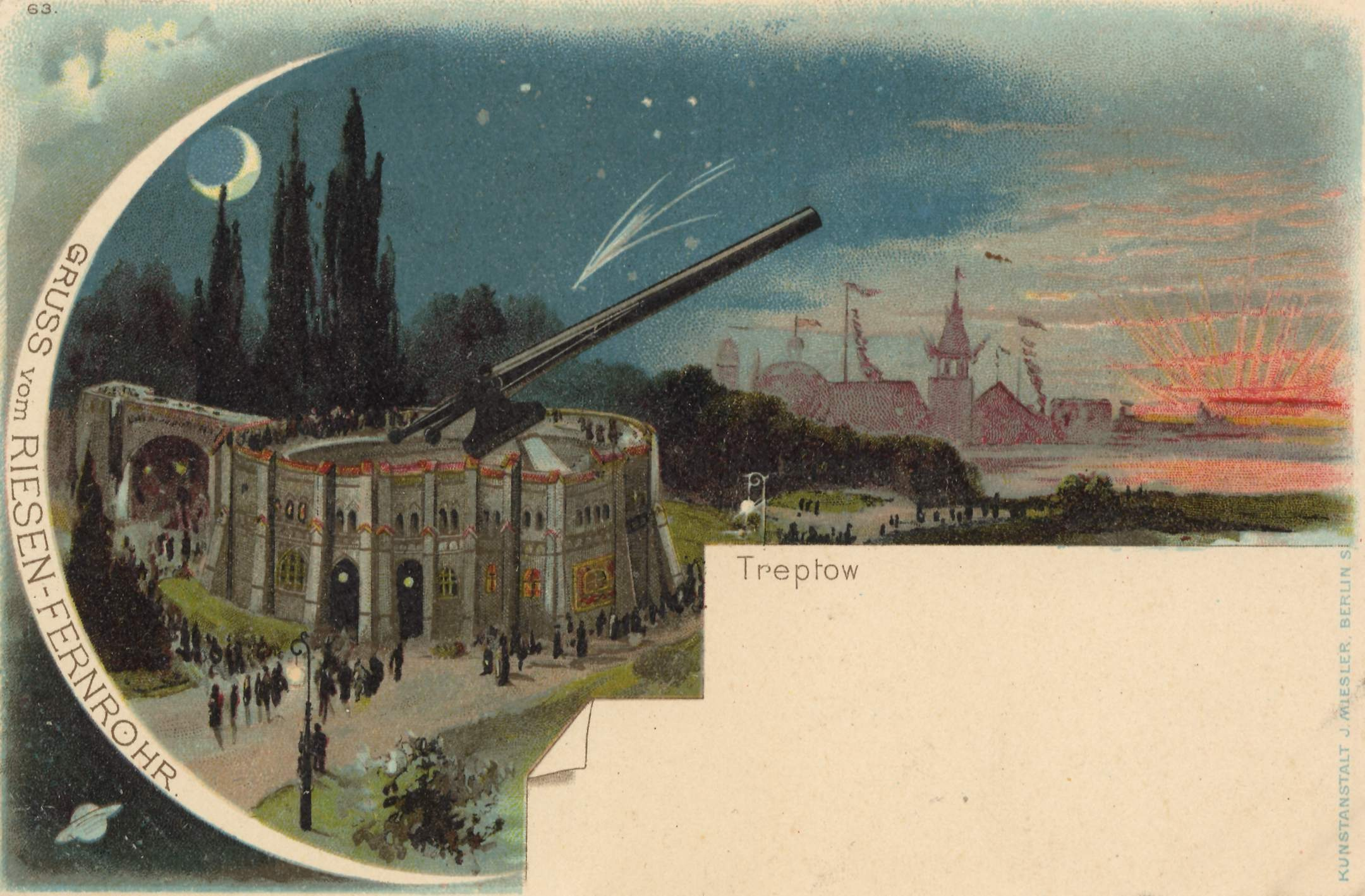
التلسكوب الكبير

وقد شارك أوتو ليليِنتال بعرض محركاته البخارية، لكنه لم يُسمح له بعرض طائراته، فاكتفى بإلقاء محاضرة حول تجاربه في الطيران العملي بتاريخ 16 يونيو.
أما فريدريش فولفرت، فقد قدّم منطاده المملوء بالهيدروجين والذي أطلق عليه اسم دويتشلاند . 
وكان التلسكوب الكبير أحد أبرز النجاحات، رغم أنه لم يُستكمل إلا في سبتمبر. وبسبب الإقبال الجماهيري الهائل عليه، نُقل لاحقًا إلى مبنى خاص به، وهو اليوم مرصد آرشنهولد (Archenhold-Sternwarte). في المقابل، تم تفكيك جميع المباني الأخرى، إذ اشترط التصريح الرسمي للمعرض أن تكون جميع الإنشاءات مؤقتة.

## التلسكوب العظيم

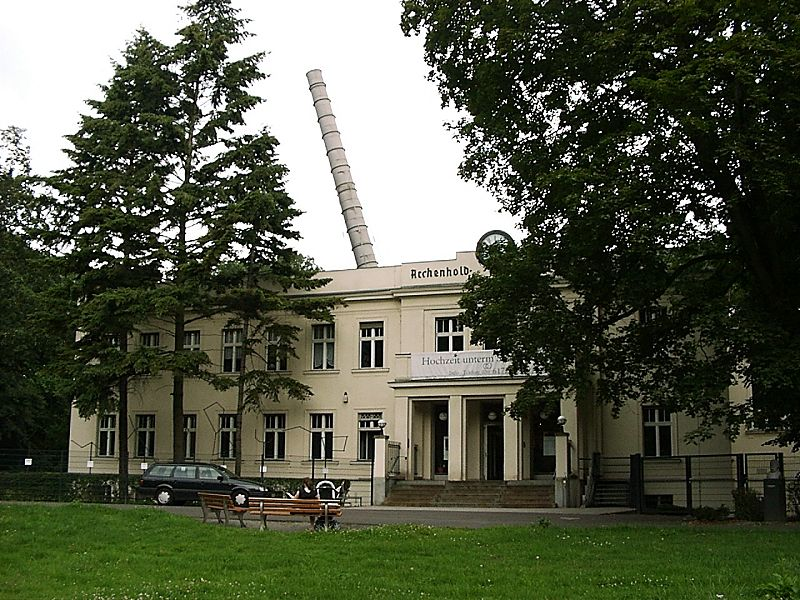
أنبوب تلسكوب المعرض الذي يرتفع فوق المرصد في العصر الحديث

اعتُبر التلسكوب الكبير في المعرض أشهر معروضات المعرض على الإطلاق.  ففي ذلك الوقت، كان أكبر تلسكوب في ألمانيا مزودًا بعدسة بفتحة قطرها 18 إنشًا، بينما تميّز تلسكوب المعرض بعدسة قطرها 27 إنشًا، وهو ما شكّل قفزة مذهلة في القدرات البصرية.  بلغ طول أنبوب التلسكوب نحو 68 قدمًا (21 مترًا)، وهو طول البُعد البؤري للعدسة. 
وقد تم تصنيع العدسة بواسطة شركة شوت (Schott)، وشارك أيضًا شتاينهيل (Steinheil) في عملية صقل العدسة، ما أعطى المشروع بُعدًا علميًا وصناعيًا عالي الجودة. 

## أقسام المعرض
كان هناك 23 مجموعة صناعية
- Iلأول. صناعة النسيج
- الثاني. صناعة الملابس
- ثالثا. البناء والهندسة
- الرابع صناعة الأخشاب

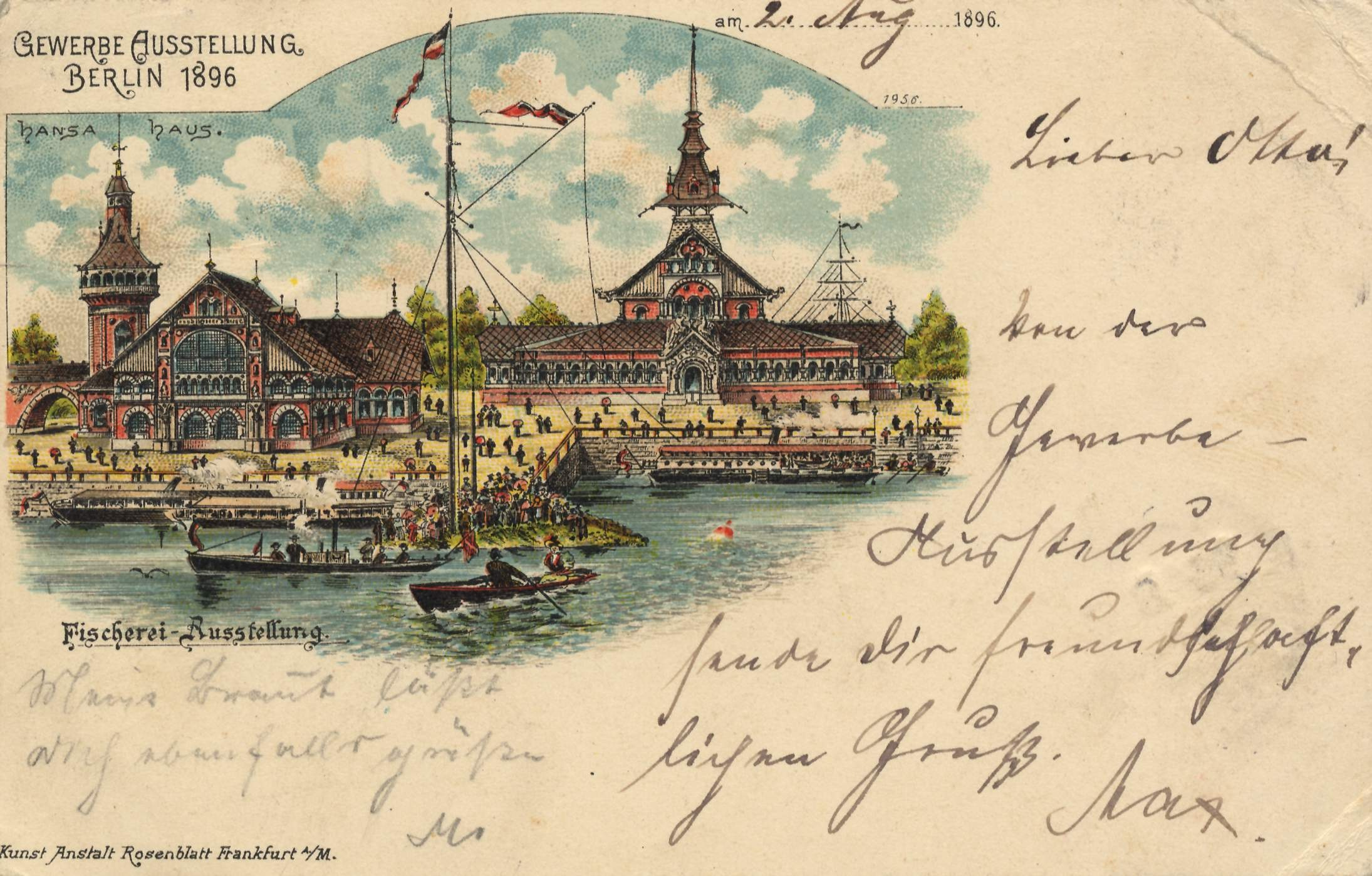
معرض مصايد الأسماك

- الخامس صناعة الخزف والطين الناري والزجاج
- السادس. الخردوات والسلع الفاخرة
- السابع صناعة المعادن
- الثامن. الرسومات والفنون والطباعة
- التاسع. الصناعة الكيميائية
- العاشر.الأغذية والمشروبات
- الحادي عشر. العلوم الصناعية
- الثاني عشر. صناعة الموسيقى
- الثالث عشر الهندسة الميكانيكية وبناء السفن والنقل
- الرابع عشر. الأجهزة الكهربائية
- الخامس عشر صناعة الجلود والمطاط
- السادس عشر صناعة الورق
- السابع عشر. التصوير الفوتوغرافي
- الثامن عشر. منظمات الرعاية الاجتماعية
- التاسع عشر. التعليم والتكوين
- العشرون. مصايد الأسماك
- الحادي والعشرون. الرياضة
- الثاني و العشرون. البستنة
- الثالث والعشرون.المعرض الاستعماري الألماني

## الأدب
- Die Berliner Gewerbeausstellung 1896 في بيلديرن. 1997,(ردمك 3-931703-07-X)
- هيلا كيسيليتز (هرسك)، إرهارد كروم، كيرستين أومز، هورست كولر (ميتارب): Die verhinderte Weltausstellung. Beiträge zur Berliner Gewerbeausstellung 1896. 1996,(ردمك 3-929666-25-1)
- يوليوس ستيند : فندق بوخهولز . Ausstellungs-Erlebnisse der Frau Wilhelmine Buchholz. هيراوسجيجيبن فون يوليوس ستيندي. برلين: فرويند وجيكل 1897
- جورج سيميل: Berliner Gewerbe-Ausstellung [25.7.1896] في: جورج سيميل: Gesamtausgabe. الفرقة 17، زئبق. ضد كلاوس كريستيان كونكه. فرانكفورت أم ماين 2004، ص 33-36.
- ألكسندر سي تي جيبرت: Weltstadt für einen Sommer: Die Berliner Gewerbeausstellung 1896 im europäischen Kontext . في: Mitteilungen des Vereins für die Geschichte Berlins 103.1 (يناير 2007)، S. 434-448.
- ألكسندر سي تي جيبرت: المدن العابرة. المعارض الإمبراطورية في أوروبا في نهاية القرن ، باسينجستوك/نيويورك: بالجريف ماكميلان، 2010.

## روابط خارجية
- Straube's Offizieller Plan der Berliner Gewerbe-Ausstellung 1896 bei alt-berlin.info
- Plan und Fotos der Berliner Gewerbeausstellung 1896
- Modell der Anlage von 1896
- Erste elektrische Lokomotive auf der Berliner Gewerbeausstellung 1879

1. ↑  Collier، Basil (1974). The Airship: A History. London: Putnam.
2. 1 2 3 4  Current Literature (بالإنجليزية). Current Literature Publishing Company. 1896. Archived from the original on 2025-01-22.